# Księga Mormona (musical)
Księga Mormona – musical, którego twórcami są Trey Parker, Robert Lopez oraz Matt Stone.
Musical Księga Mormona opowiada historię dwóch mormońskich misjonarzy wysłanych do małej wioski w północnej Ugandzie, gdzie brutalny wojskowy sieje grozę wśród mieszkańców. Prostoduszni misjonarze próbują podzielić się mieszkańcami swoją wiarą, czytając im Księgę Mormona. Ci jednak wolą walczyć z wojną, głodem, ubóstwem i AIDS niż zajmować się religią.

## Obsada
| Postać                     | Opis | Oryginalna obsada Broadway | Obecna obsada Broadway   | Oryginalna obsada West End | Obecna obsada West End |
| -------------------------- | --- | -------------------------- | ------------------------ | -------------------------- | ---------------------- |
| Starszy Kevin Price        | Misjonarz Kościoła Jezusa Chrystusa Świętych w Dniach Ostatnich wysłany do Ugandy, chociaż chciał być misjonarzem w Orlando. | Andrew Rannells            | Gavin Creel              | Gavin Creel                | Nic Rouleau            |
| Starszy Arnold Cunningham  | Misjonarz wysłany razem ze Starszym Pricem do Ugandy. Często włącza elementy świata Gwiezdnych Wojen i Władcy Pierścieni do swoich nauk.                                                                                           | Josh Gad                   | Christopher John O'Neill | Jared Gertner              | Brian Sears            |
| Nabulungi                  | Córka Mafala Hatimbi, która marzy o przeprowadzce do Sal Tlay Ka Siti. | Nikki M. James             | Nikki Renée Daniels      | Alexia Khadime             | Alexia Khadime         |
| Starszy McKinley           | Lider mormońskiej misji w Ugandzie. Odczuwa homoseksualny pociąg do mężczyzn, lecz zaprzecza swoim odczuciom. Ten aktor gra także Starszego Greena i Anioła Moroni.                                                                | Rory O'Malley              | Grey Henson              | Stephen Ashfield           | Stephen Ashfield       |
| Mafala Hatimbi             | Członek ugandyjskiego plemienia oraz przewodnik Cunninghama Price'a. Ojciec Nabulungi. Ten aktor gra także Johnnie Cochran. | Michael Potts              | Daniel Breaker           | Giles Terera               | Richard Lloyd King     |
| Prezydent Misji            | Zwierzchnik mormońskich misjonarzy. Ten aktor gra także Głos w Centrum Szkoleniowym Misjonarzy, Ojca Price'a, Joseph Smith oraz Jezusa Chrystusa. Jego głos jest dubbingowany przez Treya Parkera w prologach do Aktu I i Aktu II. | Lewis Cleale               | Lewis Cleale             | Haydn Oakley               | Hugo Harold-Harrison   |
| Generał Butt-Fucking Naked | Morderca i despota. Zastrasza mieszkańców wioski, do której zostają przysłani Price i Cunningham. Ten aktor gra także Lucyfera. | Brian Tyree Henry          | Derrick Williams         | Chris Jarman               | Chris Jarman           |

## Lista utworów
| - Hello – Price, Cunningham i Mormoni - Two by Two – Price, Cunningham i Mormoni - You and Me (But Mostly Me) – Price i Cunningham - Hasa Diga Eebowai – Mafala, Price, Cunningham, Nabulungi i mieszkańcy Ugandy - Turn It Off – McKinley i Misjonarze - I Am Here for You – Cunningham i Price - All American Prophet – Price, Cunningham, Joseph Smith, Anioł Moroni i Zespół - Sal Tlay Ka Siti – Nabulungi - I Am Here for You (Repryza) – Cunningham - Man Up – Cunningham, Nabulungi, Price i Zespół | - Making Things Up Again – Cunningham, Ojciec Cunninghama, Joseph Smith, Mormon, Anioł Moroni, Uhura, Hobbici i mieszkańcy Ugandy - Spooky Mormon Hell Dream – Price i Zespół - I Believe – Price i Zespół - Baptize Me – Cunningham i Nabulungi - I Am Africa – McKinley, Cunningham i Misjonarze - Orlando – Price - Joseph Smith American Moses – Nabulungi, Mafala i Mieszkańcy Ugandy - Hasa Diga Eebowai (Repryza) – Nabulungi - Tomorrow Is a Latter Day – Price, Cunningham, McKinley, Nabulungi i Zespół - Hello (Repryza) – Zespół - Encore – Zespół |

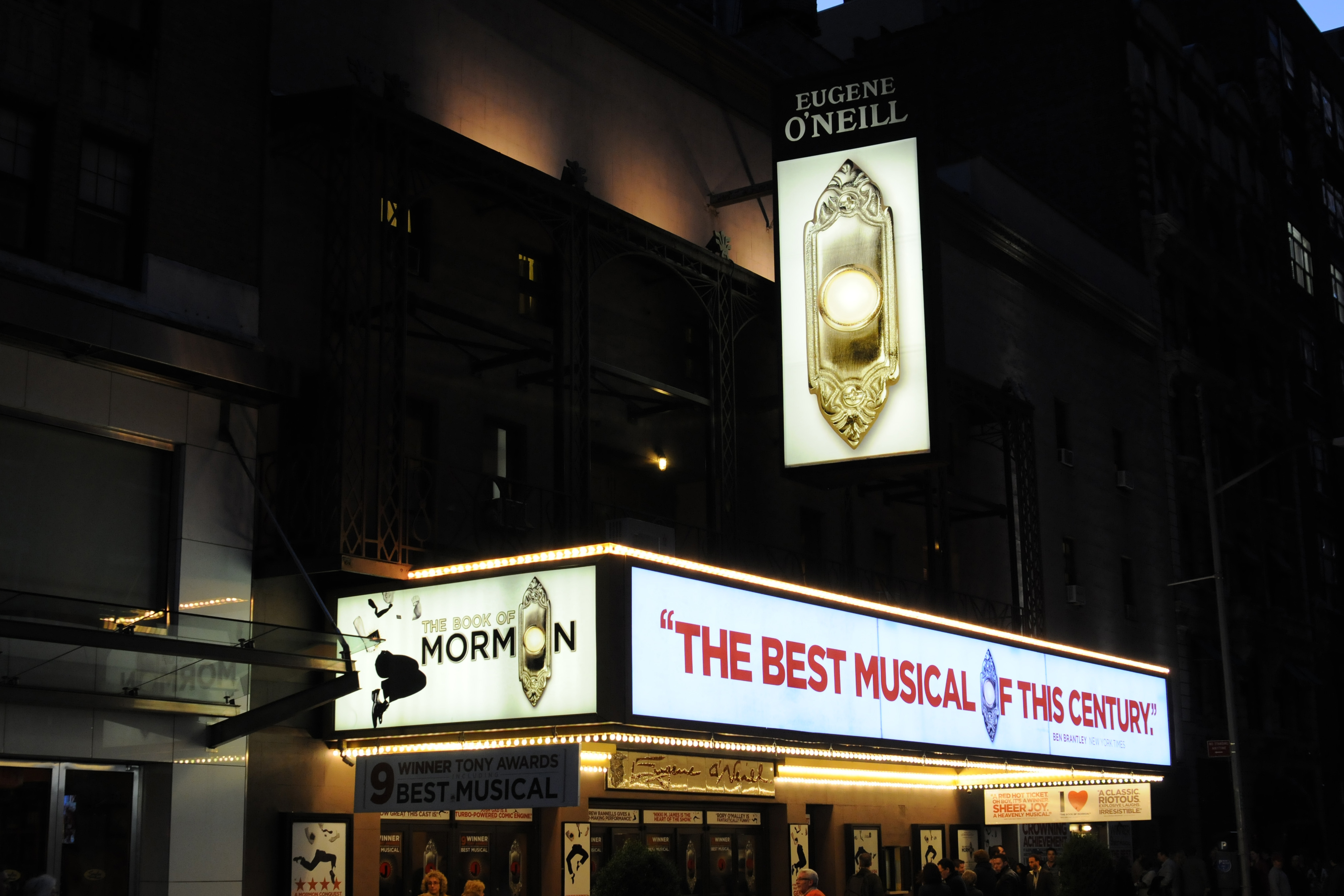
Eugene O'Neill Theatre kilka miesięcy po premierze musicalu